# Mala Peratovica
Mala Peratovica – wieś w Chorwacji, w żupanii bielowarsko-bilogorskiej, w mieście Grubišno Polje. W 2011 roku liczyła 65 mieszkańców.